# A Matter of Life and Death
A Matter of Life and Death – czternasty album studyjny brytyjskiego zespołu heavymetalowego Iron Maiden wydany 25 sierpnia 2006 roku. Został nagrany w Sarm West Studios w Londynie. Jest trzecim co do długości albumem studyjnym Iron Maiden (najdłuższym jest album The Book of Souls). Pierwszy singel promujący płytę „The Reincarnation of Benjamin Breeg” ukazał się 14 sierpnia 2006 roku.
Na płycie zaznaczyła się dominacja kompozytorska tria Smith-Dickinson-Steve Harris.

## Lista utworów
1. „Different World” (Smith, Harris) – 4:18
2. „These Colours Don't Run” (Dickinson, Smith, Harris) – 6:52
3. „Brighter Than a Thousand Suns” (Dickinson, Smith, Harris) – 8:46
4. „The Pilgrim” (Gers, Harris) – 5:07
5. „The Longest Day” (Dickinson, Smith, Harris) – 7:47
6. „Out of the Shadows” (Dickinson, Harris) – 5:36
7. „The Reincarnation of Benjamin Breeg” (Murray, Harris) – 7:22
8. „For the Greater Good of God” (Harris) – 9:24
9. „Lord of Light” (Dickinson, Smith, Harris) – 7:24
10. „The Legacy” (Gers, Harris) – 9:23

## Twórcy

### Wykonawcy
- Bruce Dickinson – śpiew
- Dave Murray – gitara elektryczna
- Janick Gers – gitara elektryczna
- Adrian Smith – gitara elektryczna
- Steve Harris – gitara basowa, instrumenty klawiszowe, produkcja
- Nicko McBrain – perkusja

### Produkcja
- Kevin Shirley – producent
- Drew Griffiths – inżynier dźwięku
- Alex Mackenzie – inżynier dźwięku

## Pozycje na listach
| Lista         | Kraj              | Pozycja |
| ------------- | ----------------- | ------- |
| Billboard 200 | Stany Zjednoczone | 9       |
| OLiS          | Polska            | 1       |